# Javier Bueno García
Javier Bueno García (Madrid, c. 1884-Gryon, 1967) fue un escritor, traductor y periodista español.

## Biografía
Nació en 1884  o 1891, en Madrid. Escribió París en burro junto a Carlos Crouselles, publicado en folletín en España Nueva (1906). Fue autor también de títulos como Vicios de París (Barcelona, 1914) y Mi viaje a América (Barcelona, 1914), además de traducir obras como Alégrate, papaíto (comedia de Franz Arnold y Ernesto Bach, traducción de 1917). Colaboró con el diario ABC —para el que realizó una entrevista a Adolf Hitler— además de en otros periódicos como El Globo y El Liberal, y usó el seudónimo «Antonio Azpeitua». Bueno, que hacia mediados de la década de 1920 trabajaba para la Organización Internacional del Trabajo, falleció en 1967 en la localidad suiza de Gryon.